# Davy Pröpper
Davy Pröpper (Arnhem, 2 settembre 1991) è un ex calciatore olandese, di ruolo centrocampista.

## Biografia
È il fratello di Mike e Robin Pröpper, anch'essi calciatori.

## Caratteristiche tecniche
È un centrocampista centrale dotato di buona visione di gioco, molto abile nelle conclusioni dalla lunga distanza.

## Carriera

### Club

#### Gli inizi
Cresciuto nel fiorente vivaio del Vitesse fin da quando aveva 13 anni, Propper ha fatto tutta la trafila delle giovanili, nel gennaio 2010 debutta con la maglia della prima squadra contro il NEC, attirando su di sé fin da subito gli occhi delle squadre di mezza Eredivisie.
Con i gialloneri di Arnhem, ha collezionato globalmente in sei anni 162 presenze e 21 gol.

#### PSV
Il 13 luglio 2015 viene ingaggiato dal PSV per circa 5 milioni, firmando un contratto quadriennale.

#### Brighton e ritorno al PSV
Due anni dopo viene ceduto al Brighton per 13 milioni, cifra record per il club inglese. Il 23 giugno 2021, dopo 121 presenze, 2 gol e 9 assist con il club inglese, fa ritorno al PSV con cui firma un biennale.

#### Ritiro
Il 4 gennaio 2022 Davy Pröpper annuncia di voler smettere di giocare a calcio, spiegando di non mi sentirsi a suo agio nella cultura calcistica.

#### Ritorno all'attività agonistica
Il 27 gennaio 2023, dopo un solo anno dal suo ritiro, decide di ritornare a giocare e firma per il Vitesse.

### Nazionale
Ha giocato nelle varie nazionali giovanili olandesi.
Il 5 giugno 2015 debutta con la Nazionale maggiore olandese nell'amichevole di Amsterdam persa 3-4 contro gli Stati Uniti entrando al minuto 57 al posto di Robin van Persie.

## Statistiche

### Presenze e reti nei club
Statistiche aggiornate al 4 gennaio 2022.
| Stagione        | Squadra         | Campionato      | Campionato | Campionato | Coppe nazionali | Coppe nazionali | Coppe nazionali | Coppe continentali | Coppe continentali | Coppe continentali | Altre coppe | Altre coppe | Altre coppe | Totale | Totale |
| Stagione        | Squadra         | Comp            | Pres       | Reti       | Comp            | Pres            | Reti            | Comp               | Pres               | Reti               | Comp        | Pres        | Reti        | Pres   | Reti   |
| --------------- | --------------- | --------------- | ---------- | ---------- | --------------- | --------------- | --------------- | ------------------ | ------------------ | ------------------ | ----------- | ----------- | ----------- | ------ | ------ |
| gen.- giu.2010  | Vitesse         | ED              | 10         | 0          | CO              | 0               | 0               | -                  | -                  | -                  | -           | -           | -           | 10     | 0      |
| 2010-2011       | Vitesse         | ED              | 29         | 3          | CO              | 3               | 1               | -                  | -                  | -                  | -           | -           | -           | 32     | 4      |
| 2011-2012       | Vitesse         | ED              | 16+2       | 1          | CO              | 3               | 0               | -                  | -                  | -                  | -           | -           | -           | 21     | 1      |
| 2012-2013       | Vitesse         | ED              | 14         | 0          | CO              | 3               | 2               | UEL                | 4                  | 0                  | -           | -           | -           | 21     | 2      |
| 2013-2014       | Vitesse         | ED              | 33+2       | 6+1        | CO              | 2               | 0               | UEL                | 1                  | 0                  | -           | -           | -           | 38     | 7      |
| 2014-2015       | Vitesse         | ED              | 30+4       | 5+2        | CO              | 4               | 0               | -                  | -                  | -                  | -           | -           | -           | 38     | 7      |
| Totale Vitesse  | Totale Vitesse  | Totale Vitesse  | 132+8      | 15+3       |                 | 15              | 3               |                    | 5                  | 0                  |             |             |             | 162    | 21     |
| 2015-2016       | PSV             | ED              | 33         | 10         | KNVBB           | 2               | 1               | UCL                | 8                  | 1                  | SO          | 1           | 0           | 44     | 12     |
| 2016-2017       | PSV             | ED              | 34         | 6          | KNVBB           | 2               | 2               | UCL                | 6                  | 1                  | SO          | 1           | 1           | 43     | 10     |
| lug.-ago.2017   | PSV             | ED              | 0          | 0          | -               | -               | -               | UEL                | 2                  | 0                  | -           | -           | -           | 2      | 0      |
| 2017-2018       | Brighton        | PL              | 35         | 0          | FACup+CdL       | 4+1             | 0+0             | -                  | -                  | -                  | -           | -           | -           | 40     | 0      |
| 2018-2019       | Brighton        | PL              | 30         | 1          | FACup+CdL       | 4+1             | 0+0             | -                  | -                  | -                  | -           | -           | -           | 35     | 1      |
| 2019-2020       | Brighton        | PL              | 35         | 1          | FACup+CdL       | 0+0             | 0+0             | -                  | -                  | -                  | -           | -           | -           | 35     | 1      |
| 2020-2021       | Brighton        | PL              | 7          | 0          | FACup+CdL       | 2+2             | 0+0             | -                  | -                  | -                  | -           | -           | -           | 11     | 0      |
| Totale Brighton | Totale Brighton | Totale Brighton | 107        | 2          |                 | 14              | 0               |                    | -                  | -                  |             | -           | -           | 121    | 2      |
| 2021-gen.2022   | PSV             | ED              | 9          | 1          | CO              | 0               | 0               | UCL+ UEL           | 5+1                | 0                  | SO          | 1           | 0           | 16     | 1      |
| Totale PSV      | Totale PSV      | Totale PSV      | 76         | 17         |                 | 4               | 3               |                    | 22                 | 2                  |             | 3           | 1           | 105    | 23     |
| Totale carriera | Totale carriera | Totale carriera | 323        | 37         |                 | 33              | 6               |                    | 27                 | 2                  |             | 3           | 1           | 386    | 46     |

### Cronologia presenze e reti in Nazionale
| Cronologia completa delle presenze e delle reti in nazionale ― Paesi Bassi | Cronologia completa delle presenze e delle reti in nazionale ― Paesi Bassi | Cronologia completa delle presenze e delle reti in nazionale ― Paesi Bassi | Cronologia completa delle presenze e delle reti in nazionale ― Paesi Bassi | Cronologia completa delle presenze e delle reti in nazionale ― Paesi Bassi | Cronologia completa delle presenze e delle reti in nazionale ― Paesi Bassi | Cronologia completa delle presenze e delle reti in nazionale ― Paesi Bassi | Cronologia completa delle presenze e delle reti in nazionale ― Paesi Bassi |
| Data                                                                       | Città                                                                      | In casa                                                                    | Risultato                                                                  | Ospiti                                                                     | Competizione                                                               | Reti                                                                       | Note                                                                       |
| -------------------------------------------------------------------------- | -------------------------------------------------------------------------- | -------------------------------------------------------------------------- | -------------------------------------------------------------------------- | -------------------------------------------------------------------------- | -------------------------------------------------------------------------- | -------------------------------------------------------------------------- | -------------------------------------------------------------------------- |
| 5-6-2015                                                                   | Amsterdam                                                                  | Paesi Bassi                                                                | 3 – 4                                                                      | Stati Uniti                                                                | Amichevole                                                                 | -                                                                          | 57’                                                                        |
| 1-9-2016                                                                   | Eindhoven                                                                  | Paesi Bassi                                                                | 1 – 2                                                                      | Grecia                                                                     | Amichevole                                                                 | -                                                                          | 65’                                                                        |
| 7-10-2016                                                                  | Rotterdam                                                                  | Paesi Bassi                                                                | 4 – 1                                                                      | Bielorussia                                                                | Qual. Mondiali 2018                                                        | -                                                                          | 46’                                                                        |
| 10-10-2016                                                                 | Amsterdam                                                                  | Paesi Bassi                                                                | 0 – 1                                                                      | Francia                                                                    | Qual. Mondiali 2018                                                        | -                                                                          | 70’ 84’                                                                    |
| 4-6-2017                                                                   | Rotterdam                                                                  | Paesi Bassi                                                                | 5 – 0                                                                      | Costa d'Avorio                                                             | Amichevole                                                                 | -                                                                          | 63’                                                                        |
| 3-9-2017                                                                   | Rotterdam                                                                  | Paesi Bassi                                                                | 3 – 1                                                                      | Bulgaria                                                                   | Qual. Mondiali 2018                                                        | 2                                                                          | 86’                                                                        |
| 7-10-2017                                                                  | Barysaŭ                                                                    | Bielorussia                                                                | 1 – 3                                                                      | Paesi Bassi                                                                | Qual. Mondiali 2018                                                        | 1                                                                          | 83’                                                                        |
| 14-11-2017                                                                 | Bucarest                                                                   | Romania                                                                    | 0 – 3                                                                      | Paesi Bassi                                                                | Amichevole                                                                 | -                                                                          | 62’                                                                        |
| 23-3-2018                                                                  | Amsterdam                                                                  | Paesi Bassi                                                                | 0 – 1                                                                      | Inghilterra                                                                | Amichevole                                                                 | -                                                                          | 66’                                                                        |
| 26-3-2018                                                                  | Ginevra                                                                    | Portogallo                                                                 | 0 – 3                                                                      | Paesi Bassi                                                                | Amichevole                                                                 | -                                                                          |                                                                            |
| 31-5-2018                                                                  | Trnava                                                                     | Slovacchia                                                                 | 1 – 1                                                                      | Paesi Bassi                                                                | Amichevole                                                                 | -                                                                          | 75’                                                                        |
| 6-9-2018                                                                   | Amsterdam                                                                  | Paesi Bassi                                                                | 2 – 1                                                                      | Perù                                                                       | Amichevole                                                                 | -                                                                          | 46’                                                                        |
| 9-9-2018                                                                   | Parigi                                                                     | Francia                                                                    | 2 – 1                                                                      | Paesi Bassi                                                                | UEFA Nations League 2018-2019 - 1º turno                                   | -                                                                          |                                                                            |
| 21-3-2019                                                                  | Rotterdam                                                                  | Paesi Bassi                                                                | 4 – 0                                                                      | Bielorussia                                                                | Qual. Euro 2020                                                            | -                                                                          | 46’                                                                        |
| 6-6-2019                                                                   | Guimarães                                                                  | Paesi Bassi                                                                | 3 – 1 dts                                                                  | Inghilterra                                                                | UEFA Nations League 2018-2019 - Semifinale                                 | -                                                                          | 90+1’                                                                      |
| 6-9-2019                                                                   | Amburgo                                                                    | Germania                                                                   | 2 – 4                                                                      | Paesi Bassi                                                                | Qual. Euro 2020                                                            | -                                                                          | 58’                                                                        |
| 9-9-2019                                                                   | Tallinn                                                                    | Estonia                                                                    | 0 – 4                                                                      | Paesi Bassi                                                                | Qual. Euro 2020                                                            | -                                                                          |                                                                            |
| 16-11-2019                                                                 | Belfast                                                                    | Irlanda del Nord                                                           | 0 – 0                                                                      | Paesi Bassi                                                                | Qual. Euro 2020                                                            | -                                                                          | 36’                                                                        |
| 19-11-2019                                                                 | Amsterdam                                                                  | Paesi Bassi                                                                | 5 – 0                                                                      | Estonia                                                                    | Qual. Euro 2020                                                            | -                                                                          |                                                                            |
| Totale                                                                     |                                                                            | Presenze                                                                   | 19                                                                         |                                                                            | Reti                                                                       | 3                                                                          |                                                                            |

## Palmarès

### Club

#### Competizioni nazionali
- Campionato olandese: 1

PSV: 2015-2016
- Supercoppa dei Paesi Bassi: 2

PSV: 2016, 2021